# Kay Schmalhausen
Kay Martín Schmalhausen Panizo (n. Lima, Perú, 27 de julio de 1964) es un religioso católico, profesor, filósofo y teólogo peruano de ascendencia alemana. Perteneció desde joven al Sodalicio de Vida Cristiana hasta el año 2018. Fue ordenado sacerdote en diciembre de 1989 para la Diócesis del Callao.
Desde 2006, al ser elegido por Benedicto XVI, fue Prelado Territorial de Ayaviri hasta el 7 de abril de 2021.

## Primeros años
Nació en la capital peruana el día 27 de julio de 1964.
Cuando tenía un año de vida se fue con sus padres a vivir a la ciudad de Múnich (Alemania) donde pasó gran parte de su infancia, hasta el año 1975 que volvieron al Perú.
De joven prosiguió con sus estudios en el Colegio Peruano Alemán Alexander von Humboldt de Lima.
En 1983 ingresó en el Sodalicio de Vida Cristiana (SCV), con los que realizó su formación filosófica y teológica en diversos centros educativos de la sociedad y en 1988 logró un Bachillerato en Teología.
Al año siguiente se trasladó a Colombia durante un tiempo para asistir a la Universidad Pontificia Bolivariana (UPB) de Medellín.
El año 2018, tras reiterados e inútiles intentos por colaborar con el esclarecimiento de los casos de abusos sexuales ocurridos en el Sodalicio de Vida Cristiana, se retira de la comunidad mediante indulto de salida concedido por la Santa Sede.

## Sacerdocio
Realizó su profesión perpetua en el sodalicio y el 16 de diciembre de 1989 fue ordenado sacerdote para la Diócesis del Callao, por el Cardenal y entonces Arzobispo Metropolitano de Medellín, Mons. Alfonso López Trujillo.
Tras su ordenación se estuvo desempeñando como Capellán y Asistente Espiritual del Movimiento de Vida Cristiana (MVC) en Callao, Director de la Oficina diocesana para las comunicaciones, Asesor de la comisión diocesana para la familia y Asistente Regional de espiritualidad de la Región Perú de su instituto natal. 
Desde 2003 fue Capellán y profesor de Ética en la Universidad Católica San Pablo de Arequipa. También ejerció de Director del Instituto para el Matrimonio y la Familia y Responsable de la Asociación Familia de Nazareth en Arequipa.

## Carrera episcopal
Tras haber sido nombrado por Su Santidad el Papa Benedicto XVI, fue Prelado de la Prelatura Territorial de Ayaviri situada en el Departamento de Puno, desde el 18 de febrero de 2006 hasta el 7 de abril de 2021.
Tras ser elevado de rango, además de elegir su escudo, se puso como lema la frase: "Mihi Enim Vivere Christus Est" (en latín)- "Para mí la vida es Cristo" (en castellano).
Recibió la consagración episcopal el día 23 de abril del mismo año, a manos del Cardenal-Arzobispo Metropolitano de Lima Mons. Juan Luis Cipriani actuando como consagrante principal y como co-consagrantes tuvo al entonces Nuncio Apostólico en el país Mons. Rino Passigato y al entonces Auxiliar de Lima Mons. José Antonio Eguren.
Al mismo tiempo ejerce de obispo miembro en la Conferencia Episcopal Peruana.